# 1805 na arte

## Nascimentos
| Data          | Nome                     | Profissão          | Nacionalidade                  | Observações | Ref   |
| ------------- | ------------------------ | ------------------ | ------------------------------ | ----------- | ----- |
| 27 de janeiro | Samuel Palmer            | pintor e escritor  | Reino Unido                    | m. 1881     | [ 1 ] |
| 20 de abril   | Franz Xaver Winterhalter | pintor e litógrafo | Sacro Império Romano-Germânico | m. 1873     |       |
| 15 de outubro | Wilhelm von Kaulbach     | pintor             | Sacro Império Romano-Germânico | m. 1874     | [ 2 ] |
|               | Fortunato Lodi           | arquitecto         | Reino de Itália                | m. 1883     | [ 3 ] |

## Mortes
| Data | Nome | Profissão | Nacionalidade | Observações | Ref |
| ---- | ---- | --------- | ------------- | ----------- | --- |